# Mariusz Wideryński
Mariusz Bogdan Wideryński (ur. 1951) – polski fotograf, profesor sztuki.

## Życiorys
Studiował geologię historyczną w Instytucie Geologii na Uniwersytecie im. T Szewczenki w Kijowie, w 2011 r. obronił pracę doktorską, w 2014 r. habilitował się na podstawie pracy zatytułowanej Misteria Prawosławia. W 2019 r. uzyskał tytuł profesora sztuki.
Został pracownikiem naukowym w Akademii Sztuk Pięknych w Warszawie.